# Kickboxer 3: The Art of War
Kickboxer 3: The Art of War (bra: Kickboxer 3 - A Arte da Guerra) é um filme de artes marciais, lançado em 1992 e dirigido por Rick King. É o terceiro filme da série Kickboxer.

## Sinopse
Junto com seu treinador Xian, o campeão de kickboxing David Sloan chega ao Rio de Janeiro para uma luta de exibição. Logo, ele é confrontado com os lados mais obscuros da cidade, quando um jovem ladrão chamado Marcos tenta roubar sua câmera. Sloan tem, sob sua responsabilidade, Marcos e sua bela irmã Isabella. Isabella ganha a atenção do cruel Frank Lane, líder de uma quadrilha de tráfico de meninas, que também é o agente de Martine, adversário de Sloan e um violento lutador da Argentina. Com a vida de Isabella em risco, Sloan terá de enfrentar uma dura luta pelas ruas cariocas.

## Elenco
- Sasha Mitchell .... David Sloan.
- Dennis Chan .... Xian Chow
- Richard Comar .... Frank Lane
- Noah Verduzco .... Marcos
- Alethea Miranda .... Isabella
- Ian Jacklin .... Eric Martine
- Manitou Felipe .... Machado
- Milton Gonçalves .... delegado
- Ricardo Petraglia .... Alberto
- Gracindo Junior .... Pete.
- Miguel Orniga .... Marcelo
- Lenor Gottlieb .... Margarida
- Renato Coutinho .... Branco
- Kate Lyra .... Lou
- Charles Myara .... Milton
- Ana Paula Bouzas .... vítima de Lane